# Saurauia ursina
Saurauia ursina är en tvåhjärtbladig växtart som beskrevs av José Jéronimo Triana och Planch. Saurauia ursina ingår i släktet Saurauia och familjen Actinidiaceae. Inga underarter finns listade i Catalogue of Life.